# NGC 7014
NGC 7014 est une très vaste galaxie elliptique située dans la constellation de l'Indien. Sa vitesse par rapport au fond diffus cosmologique est de 4 676 ± 14 km/s, ce qui correspond à une distance de Hubble de 70,0 ± 4,8 Mpc (∼228 millions d'al). NGC 7014 a été découverte par l'astronome britannique John Herschel en 1834.
Selon la base de données NASA/IPAC, NGC 7014 est une galaxie du champ, c'est-à-dire qu'elle n'appartient pas à un amas ou un groupe et qu'elle est donc gravitationnellement isolée. Ce n'est pas l'avais de A. M. Garcia, puisqu'il place cette galaxie dans le groupe de NGC 7038. Selon la base de données Simbad, NGC 7014 est une galaxie active de type Seyfert 1.
À ce jour, 18 mesures non basées sur le décalage vers le rouge (redshift) donnent une distance de 74,428 ± 22,816 Mpc (∼243 millions d'al), ce qui est à l'intérieur des valeurs de la distance de Hubble.

## Groupe de NGC 7038
Selon A. M. Garcia NGC 7014 fait partie du groupe de NGC 7038. Ce groupe de galaxies renferme au moins 13 membres dont NGC 6970, NGC 6987, NGC 7014, NGC 7038 et neuf autres galaxies du catalogue ESO.